# Акерсгус
Акерсгус (норв. Akershus) — один з норвезьких районів (фюльке). Розташований у регіоні Естланн (Східна Норвегія). Адміністративний центр — місто Осло. Межує з фюльке Гедмарк, Бускерюд, Осло, Оппланн и Естфол.
Акерсгус — друге за кількістю населення фюльке Норвегії після Осло. Тут живе десята частина населення країни. Органи місцевої влади розташовані в Осло, хоча це місто адміністративно не входить до складу фюльке Акерсгус.
Акерсгус поділяється на три регіони: Фуллу (південно-східна частина), Румеріке та західний регіон (Аскер і Берум). Комуни Аскер і Берум є ексклавами Акерсгуса, і розташовані між Осло і Бускерюдом.
Статус міст мають Ліллестрем, Саннвіка, Ші та Дребак. У Акерсгусе розташований міжнародний аеропорт Осло.
У 2017 році уряд вирішив скасувати деякі округи та об’єднати їх з іншими округами, щоб утворити більші округи, зменшивши кількість округів з 19 до 11, що було реалізовано 1 січня 2020 року. Так, округ Акерсгус було включено до складу нового округу Вікен. 
Проте з 1 січня 2024 року після рішення Стортингу від 14 червня 2022 року стало 15 округів. Зокрема, три з нещодавно об’єднаних округів (Вестфолл-ог-Телемарк, Вікен і Трумс-ог-Фіннмарк) розпалися та замінені своїми раніше об’єднаними округами, тож округ Акерсгус відновлено.

## Адміністративно-територіальний поділ

Комуни Акерсгуса

Акерсгус поділяється на 22 комуни:
1. Аскер
2. Еурскоґ-Геланд
3. Берум
4. Ейдсвол
5. Енебак
6. Фет
7. Фроґн
8. Еррум
9. Гурдал
10. Леренскуг
11. Наннестад
12. Нес
13. Несодден
14. Ніттедал
15. Оппеґор
16. Релінґен
17. Шедсму
18. Ші
19. Серум
20. Улленсакер
21. Вестбю
22. Ос